# Szántai János
Szántai János (Kolozsvár, 1969. március 5. –) erdélyi magyar író, költő, esszéíró, producer, forgatókönyvíró, filmkritikus.

## Életpályája
Édesanyja (Martinecz Ibolya) gyermekorvos. Édesapja, Szántay János (1922–2007) biokémikus, a kolozsvári Zsidó Kórház izotóp-laboratóriumának vezetője, a New York-i Tudományos Akadémia tagja, jeles vívó, aki a román vívóválogatott tagjaként részt vett az 1952-es helsinki olimpiai játékokon). Nagyapja, Szántay János (1892–1969) váradi kalapmanufaktúra-tulajdonos, a nagyváradi vívóiskola egyik alapítója. 
Első zsengéit Lászlóffy Aladár közli 1990 elején, a kolozsvári Helikon című irodalmi lapban. 1990 és 1995 között a kolozsvári Orvosi és Gyógyszerészeti Egyetem általános orvosi karán végzi tanulmányait. Mesterei ebben az időszakban Lászlóffy Aladár költő, Balla Zsófia költőnő és Demény Attila zeneszerző, operarendező. Versei és prózai írásai egyre gyakrabban jelennek meg a romániai, majd magyarországi lapokban. Az egyetemi évek alatt elvégzi az International Language School (ILS) magyarországi fiókjának pedagógiai tanfolyamát, aminek eredményeképpen B szintű angoltanári diplomát szerez.
1994 és 1997 között az ILS kolozsvári fiókjánál dolgozik mint angoltanár, illetve a bukaresti Zone Studio fordítójaként a Discovery Channel és az Animal Planet televíziós csatornák filmjeinek feliratait magyarítja. Egyetemi tanulmányait követően, 1996 és 1997 között orvosként dolgozik a kolozsvári Zsidó Kórházban. 1999 és 2001 között a sepsiszentgyörgyi Cimbora című ifjúsági lap főszerkesztője. 2002 és 2005 között a kolozsvári Filmtett mozgóképes havilap rovatszerkesztője. 2002-től a magyarországi Fiatal Írók Szövetségének (FISZ) rendes, majd tiszteletbeli tagja, 2003-tól egy éven át a FISZ Hortus Conclusus könyvsorozatának sorozatszerkesztője.
2003 és 2007 között a kolozsvári Korunk folyóirat filmművészeti rovatvezetője. 2005-ben Lakatos Róbert filmrendezővel és Fábián Zoltán vágóval közösen megalapítja az ARGO Audiovizuális Egyesületet, az 1989-es román forradalom utáni legeredményesebb erdélyi magyar kisstúdiót. 2006-tól a Kolozsvári Televízió magyar nyelvű adásának Pulzus című kritikai műsorát vezeti irodalom- és filmkritikusi minőségben.
2007-től a kolozsvári Insomnia Kávéház kulturális igazgatója. Két irodalmi kör (Irodalmi esték az Insomniában; Thoreau unokája, Ștefan Manasia román költővel együttműködve) házigazdájaként széles körű irodalmi és irodalomszervezői tevékenységet folytat. Felesége, Márkos Tünde képzőművész. Gyermekei: Szántai Kristóf Benedek, Szántai Hanna Panna.

## Könyvei
- Kis csigák s nagyok (vers és próza gyermekeknek), Studium Könyvkiadó, Kolozsvár, 1997
- Az igazi meg a márványelefánt (vers, kispróza), Tinivár Könyvkiadó, Kolozsvár, 1998
- Utazások az elefánttal (vers, kispróza), Dee-Sign Könyvkiadó, Budapest, 1999
- Beszélyek (versek), Polis Könyvkiadó, Kolozsvár, 2000
- Sziszüphosz továbblép (kispróza), Erdélyi Híradó Könyvkiadó – Fiatal Írók Szövetsége, Kolozsvár–Budapest, 2005
- A Jó, a Rossz, a Csúnya és egyéb mesebeli párbajok (Jánosi Andrea illusztrációival), Kriterion–Ambroobook, Kolozsvár–Győr, 2013
- Kolozsvári Robinson; Erdélyi Híradó–FISZ, Kolozsvár–Bp., 2019 (Hortus conclusus)
- Szálloda; Erdélyi Híradó, Kolozsvár, 2020
- Tintapacák; ill. Drăgan-Chirilă Diána; Erdélyi Híradó, Kolozsvár, 2023

## Bábdarabjai
- A világszép nádszál kisasszony, adaptáció. Rendezte Rumi László. Kolozsvár, 1999. május
- A kis hableány, adaptáció. Rendezte Kovács Ildikó, tervezte Szántay Kinga. 2000. december, Győr
- A táltos kecske, adaptáció. Rendezte Kovács Ildikó. 2001. május, Kecskemét

## Filmes tevékenysége
- Az Agnus Média Alapítvány és az ARGO Audiovizuális Egyesület által szervezett audiovizuális felnőttképzés (2004. október – 2005. február) egyik vezetője
- Lakatos Róbert: Moszny, dokumentumfilm, 2005, rendezőasszisztens
- Lakatos Róbert: KVSC – 100 év adrenalin, dokumentumfilm, 2006, társ-forgatókönyvíró, second unit director
- A Nisi Masa európai forgatókönyvíró-verseny romániai szakaszának főszervezője (2006-tól)
- Felméri Cecília: Kakukk, kisjátékfilm, 2008, producer
- Felméri Cecília: Végtelen percek, kisjátékfilm – az adaptáció alapjául szolgáló novella (A zélet) szerzője, producer

## Antológiákban való részvételei
- Kulcsok Kolozsvárhoz], Korunk Baráti Társaság – Mozaik Kiadó, Kolozsvár–Szeged, 2000
- Erdélyi Szép Szó antológia, Pro Print Könyvkiadó, Csíkszereda, 2004
- Erdélyi Szép Szó antológia, Pro Print Könyvkiadó, Csíkszereda, 2005
- Egy pohárnyi fény, kétnyelvű (magyar–román) antológia, Kriterion Könyvkiadó, Kolozsvár, 2005
- 111 vers a szerelemről, Kriterion Könyvkiadó, Kolozsvár, 2005
- Erdélyi Szép Szó antológia, Pro Print Könyvkiadó, Csíkszereda, 2006
- Erdélyi Szép Szó antológia, Pro Print Könyvkiadó, Csíkszereda, 2007

## Díjai és ösztöndíjai
- 1999 – A Román Írószövetség Kolozsvári Fiókjának díja Az igazi meg a márványelefánt című kötetért
- 2001 – A Beszélyek című verseskötet néhány darabjából Bodor Judit és Epimanonda Tiotiu által készített installáció a Magyar Képzőművészeti és Iparművészeti Társaságok Szövetsége díját nyerte el a Kecskeméten megrendezett 4. Országos Grafikai Biennálén
- 2007 – NKA irodalmi alkotói ösztöndíj
- 2008 – A Weöres Sándor bábszínházi szövegkönyvírói pályázat nyertese
- 2002 – Dicsérő oklevél a film.hu által meghirdetett filmnovella-pályázaton A látogatás című filmnovelláért

## AKakukkcímű kisjátékfilm díjai és fesztiválszereplései
- 7arte Festival Național, Călărași, 2008. október – A legjobb diákfilm díja
- Hyperion International Student Film Festival, Bukarest, 2008. április – A legjobb film díja
- 39. Magyar Filmszemle, Budapest, 2008. február – A legígéretesebb fiatal tehetség díja
- 2008, a 23. Mar del Plata-i Nemzetközi Filmfesztivál versenyfilmje